# Briceño (Boyacá)
Briceño es un municipio colombiano ubicado en la Provincia de Occidente del departamento de Boyacá. Dista aproximadamente 50 km de la ciudad de Chiquinquirá, la ciudad más poblada de la provincia y 130 km a la ciudad de Tunja, capital del departamento.

## Toponimia

### Origen lingüístico[3]
- Familia lingüística: Indoeuropea
- Lengua: Latín

### Significado
Briceño es un derivado de Bricio, nombre de pila usado como apellido que se origina en la voz latina brictius y en el vocablo céltico britus que significa “fuerza”.

### Origen / Motivación
El nombre de Briceño se asigna como homenaje al general Manuel Briceño Fernández, impuetuoso político nacido en Bogotá, quien participó en las guerras civiles de 1876 y de 1885. Estando en campaña murió de fiebre el 11 de julio de 1885 en Calamar y es hijo del general venezolano Emigdio Briceño Guzmán, natural de Carache, estado Trujillo..

### Nombres históricos
- Puripi (siglo XVI)

## Historia
El municipio de Briceño fue creado por medio de la Ordenanza n.º 14 del 25 de julio de 1890, expedida por la Asamblea de Boyacá. Para aquel entonces las veredas que lo integraban eran Tunungúa, Moray, Yopos, Palo Blanco y Puripi, donde se situada el área urbana, en ese entonces el territorio del actual municipio de Tunungúa y las veredas hacían parte del municipio de Pauna.
La misma corporación en 1894, por medio de la ordenanza número 11 traslada el poblado del municipio de Briceño, al caserío de lo que actualmente es Tunungúa, pero con el mismo nombre del primero. La Ordenanza n.º 26 de 1896, anuló la Ordenanza número 11 de 1894 y restauró la vigencia de la Ordenanza No 14 de 1890, que reconoció el municipio de Briceño en el sitio antiguo sitio en la vereda Puripi.

## Geografía
El municipio se encuentra ubicado en las estribaciones de la Cordillera Oriental, en su declive hacia el Magdalena Medio, posee una topografía quebrada, con abundante vegetación y fauna, propios del clima tropical húmedo

### Límites
| Noroeste: Límite entre Pauna y Tununguá | Norte: Tununguá | Nordeste: Albania ( Santander) |
| Oeste: Pauna                            |                 | Este: Saboyá y Chiquinquirá    |
| Suroeste: Pauna                         | Sur: Pauna      | Sureste: Caldas                |

Datos del municipio
- Extensión total: 64 km²
- Extensión área urbana: 3,5 km²
- Extensión área rural: 61,5 km²
- Temperatura media: 27 °C

El municipio cuenta con las quebradas Sabamá, Nacupay, Peña Quemada, Minachal, Guayabal, Trapichera, Los Toros, Zapote, la Lumbre, Blanca, La Vega.
División política
El municipio de Briceño, posee 14 veredas: Betania, Buenavista, Campo Grande, Centro Rural, Cucaita, Diamante, Media Luna, Minachal, Moray, Palo Blanco, Santa Isabel, Tabor, Tarpeya, Yopos

## Ecología
El municipio posee una amplia vegetación nativa propia de los climas templado húmedo.

## Economía
La economía del municipio se basa en la agricultura, con la fruticultura como principal explotación, destacándose la guayaba,la guanábana, lulo y mora principalmente; seguidamente se encuentra el café;  luego está la caña de azúcar para elaboración de panela y miel; también se cultiva en pequeña escala plátano, fríjol, maíz, yuca y otros productos de pancoger.  La ganadería ocupa en segundo renglón, conformada en su mayor parte por razas criollas, de doble propósito (producción de carne y leche). En el casco urbano se desarrollan actividades comerciales y de servicios.

## Movilidad
El municipio se comunica con la cabecera de provincia por el ramal de Piedra Gorda, Chiquinquirá, a una distancia de 42 km; por el ramal Palo Blanco, Diamante, Crucero, Chiquinquirá, con una distancia de 27 km; y por el ramal de Tabor, Varela, Chiquinquirá, con una distancia de 34 km.

## Servicios públicos
- Energía Eléctrica: Empresa de Energía de Boyacá (EBSA), es la empresa prestadora del servicio de energía eléctrica.
- Gas Natural: Vanti es la empresa distribuidora y comercializadora de gas natural en el municipio.